# 奚永江
奚永江（1925年—2020年9月28日），男，上海川沙人，中国针灸学家，曾任上海中医学院教授、博士生导师。